# 采日玛镇
采日玛乡，是中华人民共和国甘肃省甘南藏族自治州玛曲县下辖的一个乡镇级行政单位。

## 行政区划
采日玛乡下辖以下地区：
采日玛村、乃尔玛贡玛村、乃尔玛尕玛村、秀昌村和麦果尔村。